# Lenape Heights
Lenape Heights és una concentració de població designada pel cens dels Estats Units a l'estat de Pennsilvània. Segons el cens del 2000 tenia 1.212 habitants.

## Demografia
Segons el cens del 2000, Lenape Heights tenia 1.212 habitants, 520 habitatges, i 368 famílies. La densitat de població era de 641 habitants/km².
Dels 520 habitatges en un 24,4% hi vivien nens de menys de 18 anys, en un 61,3% hi vivien parelles casades, en un 7,1% dones solteres, i en un 29,2% no eren unitats familiars. En el 26% dels habitatges hi vivien persones soles el 17,5% de les quals corresponia a persones de 65 anys o més que vivien soles. El nombre mitjà de persones vivint en cada habitatge era de 2,33 i el nombre mitjà de persones que vivien en cada família era de 2,79.
Per edats la població es repartia de la següent manera: un 20,3% tenia menys de 18 anys, un 4,5% entre 18 i 24, un 23,4% entre 25 i 44, un 25,5% de 45 a 60 i un 26,3% 65 anys o més.
L'edat mediana era de 46 anys. Per cada 100 dones de 18 o més anys hi havia 92,4 homes.
La renda mediana per habitatge era de 31.636 $ i la renda mediana per família de 39.265 $. Els homes tenien una renda mediana de 31.184 $ mentre que les dones 21.953 $. La renda per capita de la població era de 20.261 $. Entorn del 3,6% de les famílies i el 2,9% de la població estaven per davall del llindar de pobresa.

## Poblacions més properes
El següent diagrama mostra les poblacions més properes.